# Palazzo del Mobilier Bonn Frères
Il Palazzo del Mobilier Bonn Frères (in francese Palais du Mobilier Bonn Frères) è uno storico edificio della città di Lussemburgo in Lussemburgo.

## Storia
L'edificio, progettato dall'architetto Léon Bouvart, venne costruito tra il 1925 e il 1926 per la famiglia Bonn. Questa era proprietaria di un negozio di mobili, inizialmente situato nella periferica Biedergaass.
Con il matrimonio nel 1928 di un'erede, l'edificio passò alla famiglia Lazard. Durante la seconda guerra mondiale, l'edificio fu requisito dagli occupanti tedeschi, ma la famiglia Lazard riuscì a riprendere la gestione dell’attività dopo la guerra.

## Descrizione
L'edificio, situato nella Città Alta di Lussemburgo, sorge in un lotto d'angolo tra la Rue Philippe II e la Rue Ginistre. Esteso su sette piani, presenta un'architettura Art déco.